# Voetbalfans
Voetbalfans is een tiendelig televisieprogramma uit 2011 van de Nederlandse commerciële zender RTL 7. Het programma toont supporters van verschillende voetbalclubs uit de Eredivisie of de Jupiler League.
Het programma is bedacht door Ewout Genemans, die tevens als presentator de fans interviewt. Telkens wordt een supporter gevolgd op weg naar een belangrijk duel van zijn of haar club. Zo wordt aandacht besteed aan de gevoelens van de supporter en wordt gekeken welke rituelen men heeft voorafgaand aan de wedstrijd.
In het programma worden supporters gevolgd van onder andere ADO Den Haag, Ajax, AZ, PSV, FC Twente, FC Utrecht en Willem II. 
Vanaf 2 april 2012 is een tweede serie uitgezonden.